# Kosmaten

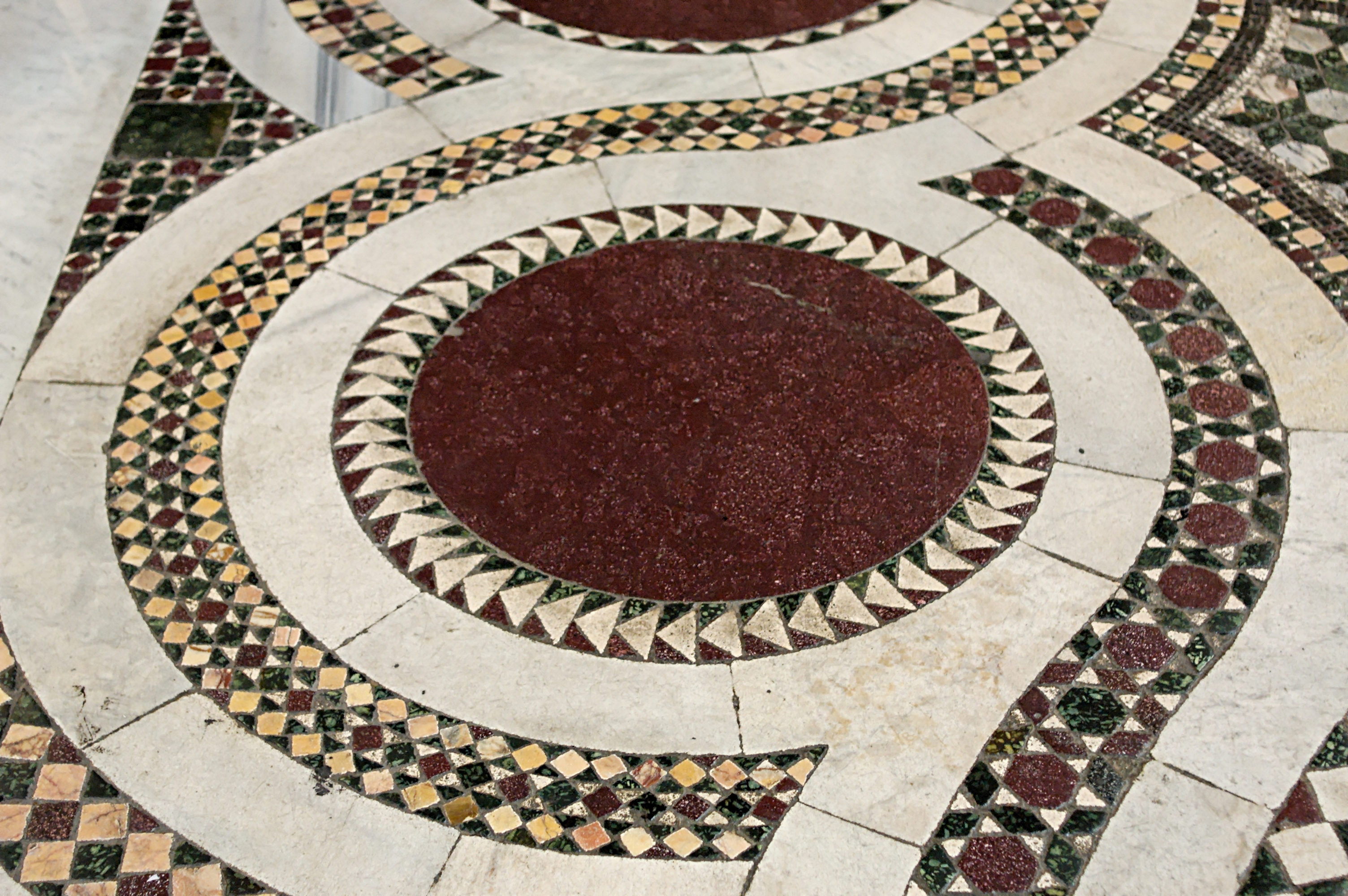
Typischer Kosmaten-Fußboden in Santa Maria Maggiore in Rom (12. Jahrhundert)

Als Kosmaten werden eine zwischen dem 12. und 14. Jahrhundert tätige Gruppe von Marmordekorateuren bezeichnet. Die Kosmaten waren vor allem im Bereich der Innendekoration von Kirchen tätig. Mit ihren Inkrustationen schmückten sie Fußböden, Chorschranken, Leuchter, Säulen, Kanzeln, Altäre, Sitzbänke für Kleriker und Bischofsstühle aus. „Kosmaten“ ist eine Sammelbezeichnung für eine Künstler- und Handwerkerfamilie, die von etwa 1150 bis ins 15. Jahrhundert in Rom und Latium tätig war.

## Vorbilder und Geschichte
Beeinflusst wurde ihre Kunst durch antike Vorbilder und arabische Ziermuster in Süditalien. Die Kunst der Einlegearbeit wurde häufig innerhalb der Familie vom Vater auf den Sohn übertragen. Der Name „Kosmaten“ geht auf Kosmas, den Stammvater der Familie, zurück und wurde schließlich zur Bezeichnung des ganzen Kunststils. Dies gilt auch für die Bezeichnung „Kosmatenarbeit“ oder „kosmatesk“ für die Mosaikarbeiten.

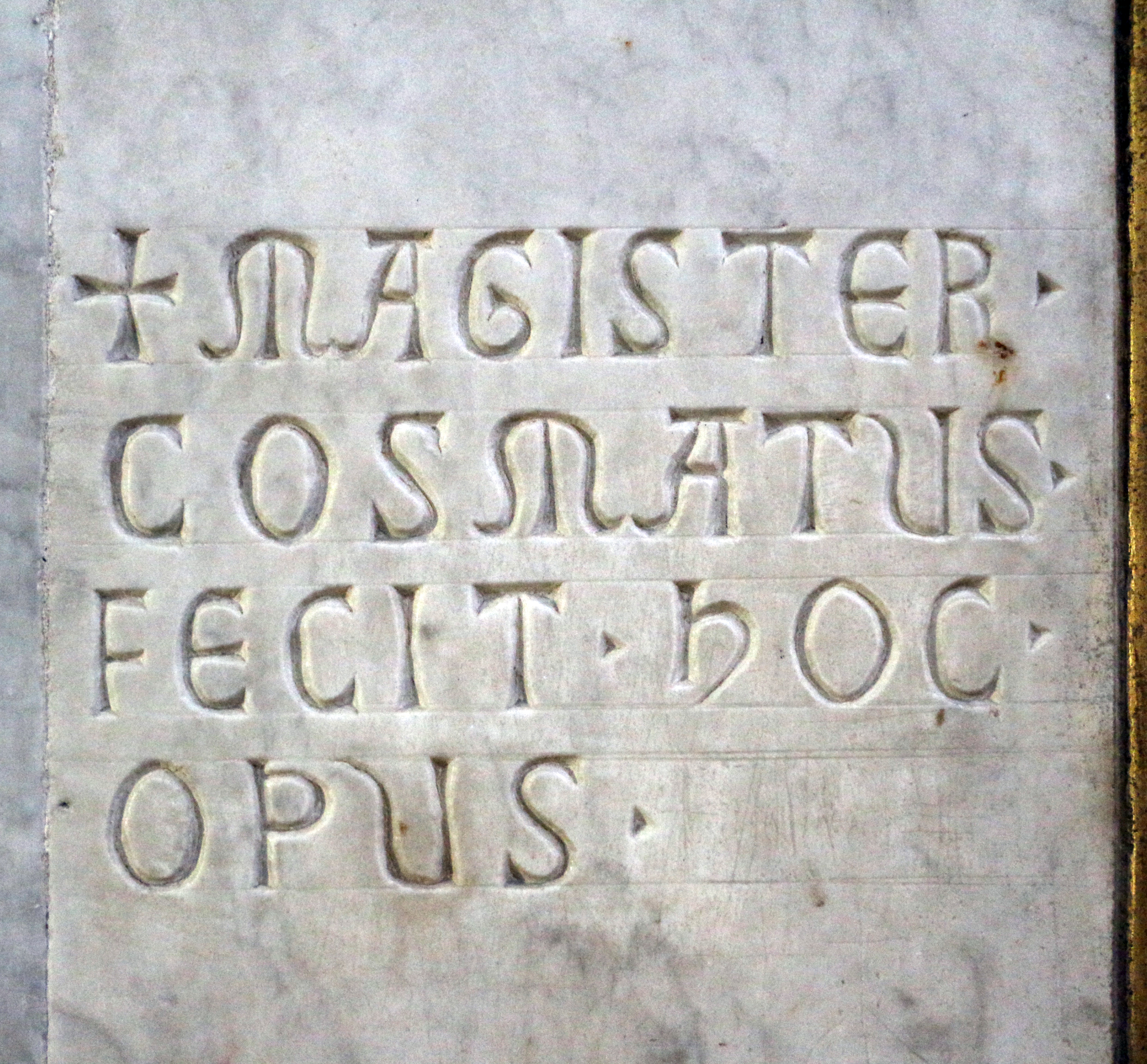
Hinweis auf einen Kosmaten, den Magister Cosmatus in der Chiesa di San Lorenzo in Palatio ad Sancta Sanctorum; die Inschrift des Baumeisters Kosmatus findet sich an der linken Seite des Eingangs der Kapelle hinter der so genannten anticamera, dem niedrigen Durchgang, der in die Kapelle hineinführt
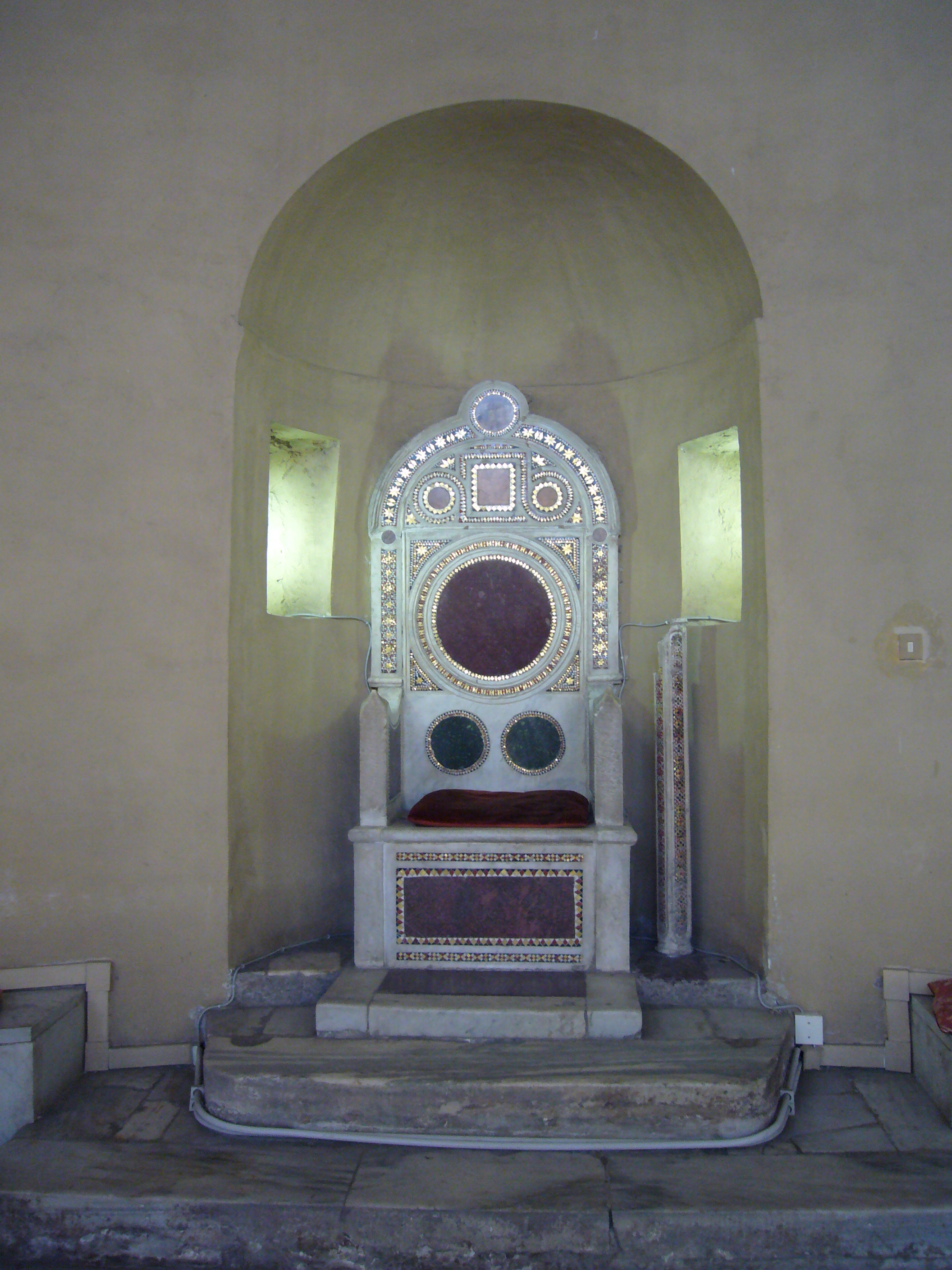
Bischofsstuhl oder auch Kathedra in der römischen Basilika San Saba in der Art der Kosmaten
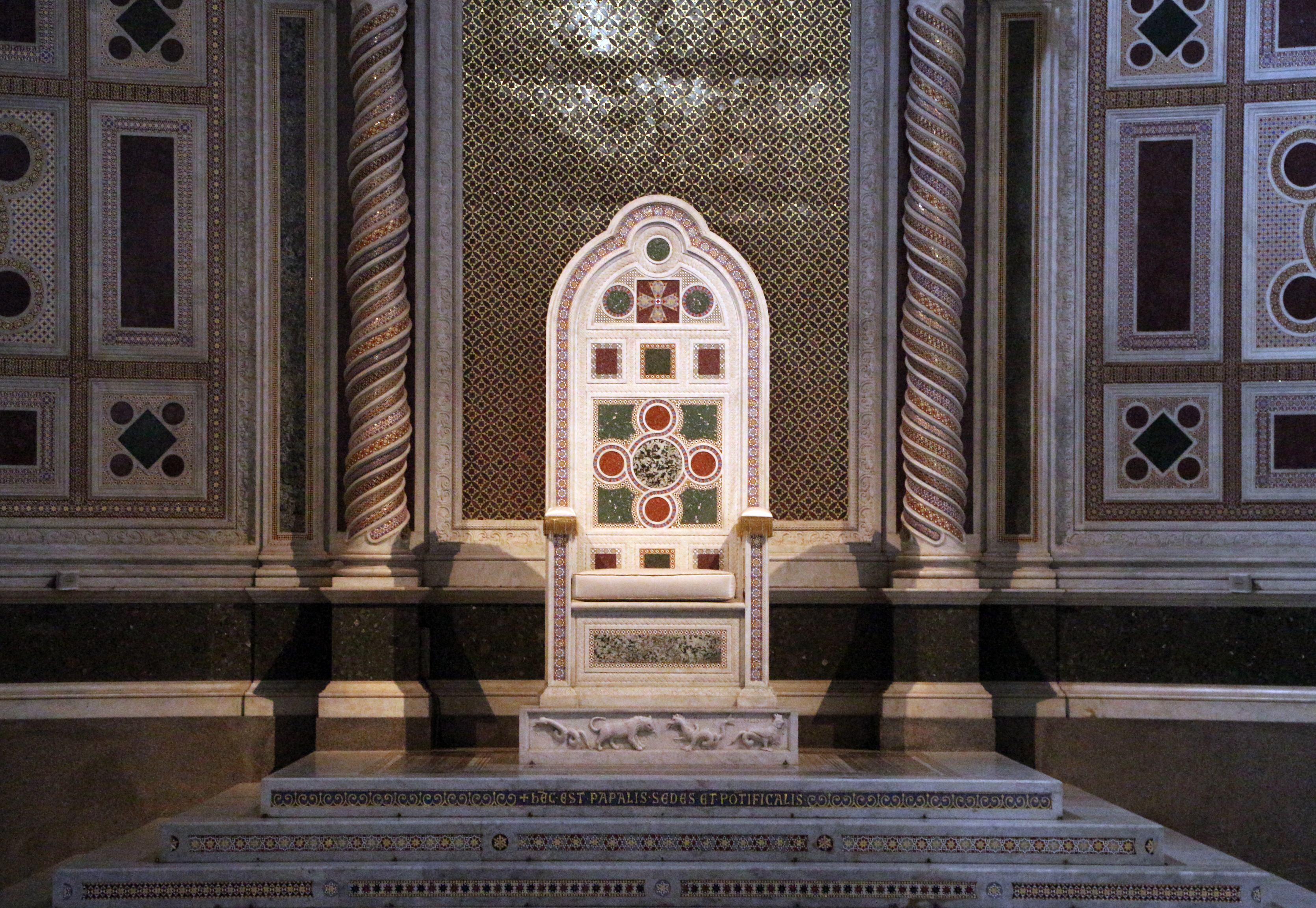
Römischer Bischofs- und Papststuhl (Heiliger Stuhl) in der Lateranbasilika, verziert durch Kosmatenarbeiten; rechts und links sind von Kosmaten verzierte Säulen, die keine tragende Funktion haben. Sie sind als Zier- und Schmuckelemente zu verstehen, die den Baukörper auflockern und gliedern.
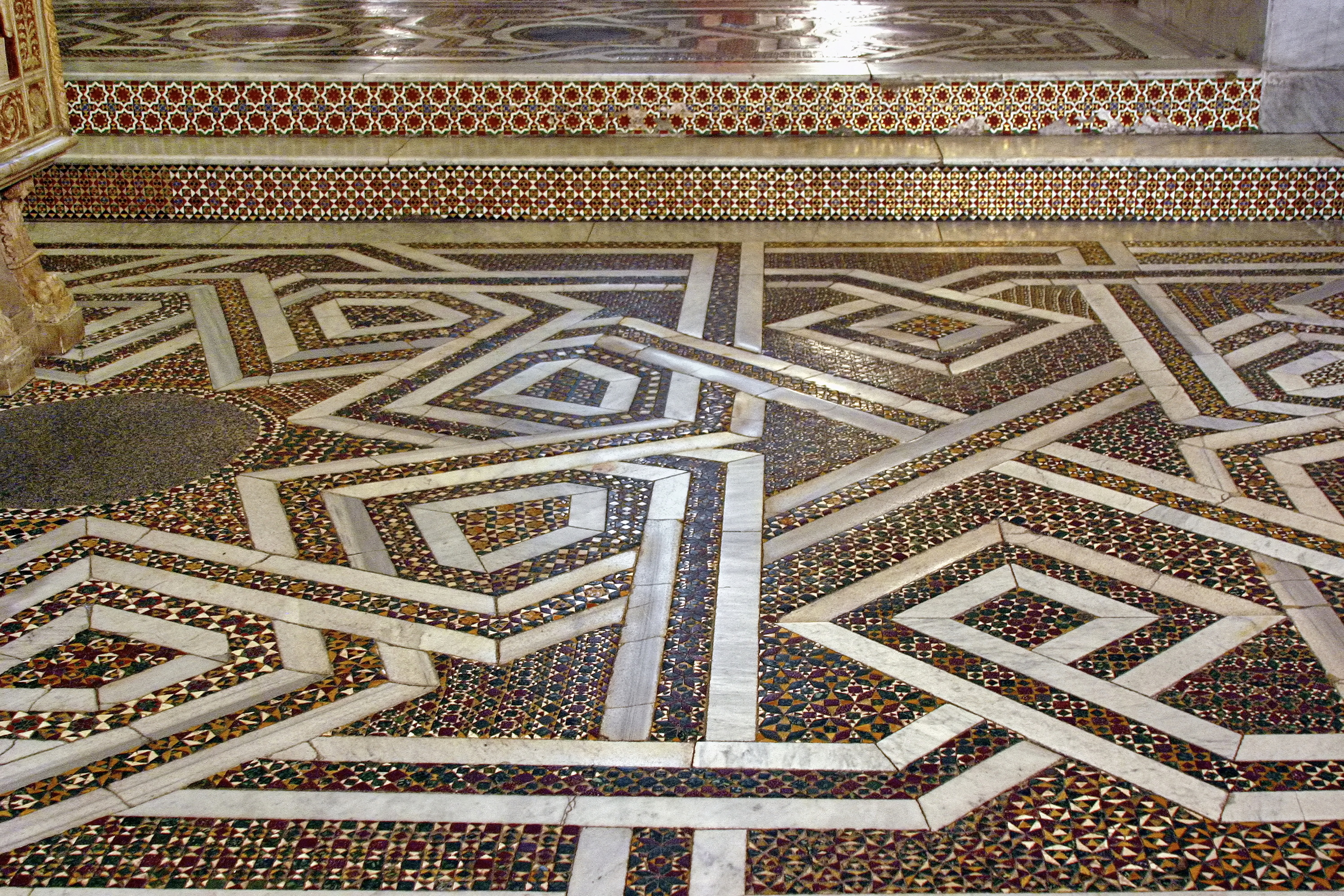
Arabisch-normannisches Bodenmosaik in der Kathedrale von Monreale auf Sizilien (12. Jahrhundert)
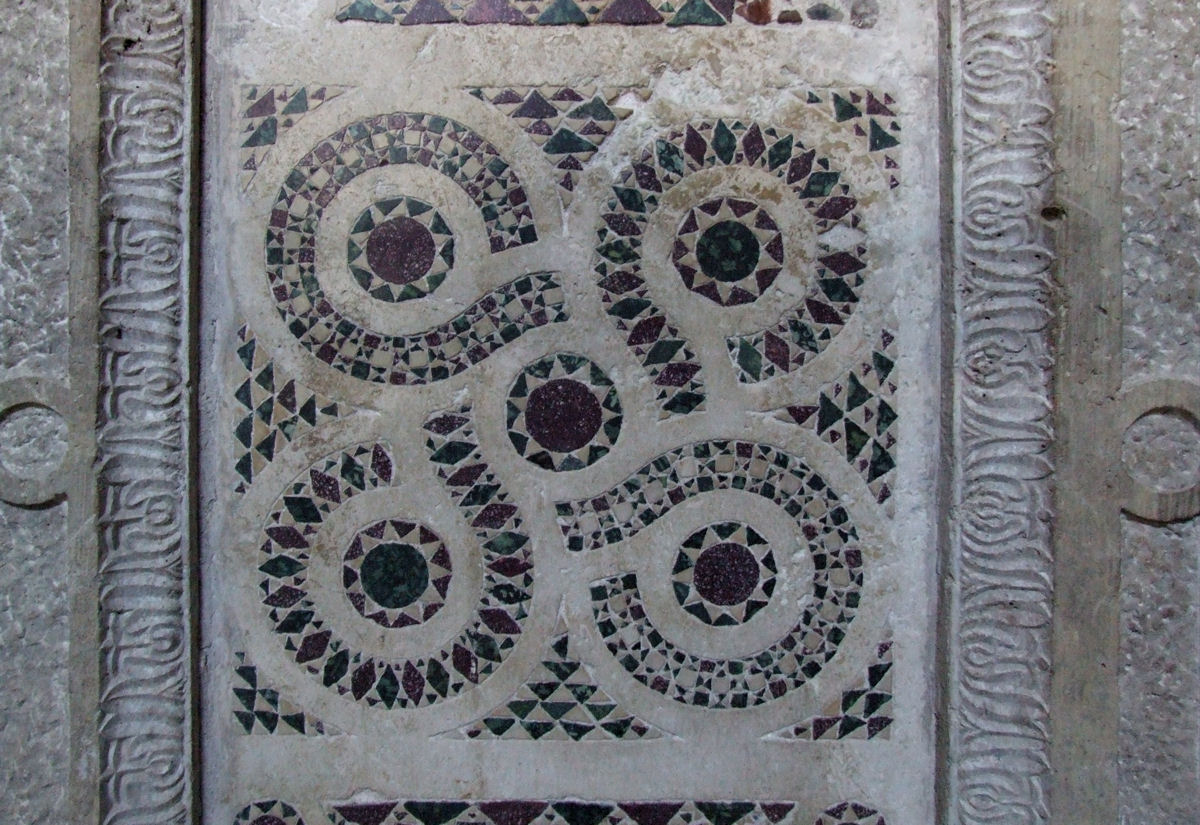
Das Quincunx-Design ist ein grundlegendes Muster der Intarsienarbeiten der Kosmaten

## Materialien
Kosmaten bedienten sich der antiken, brachliegenden Baureste, die großteils das mittelalterliche Stadtbild prägten:
- Seltene und einheimische Marmorarten,
- rosa Granit,
- feurerroter Porphyr
- auch smaragdgrüner Porphyr
- grüner Serpentin

## Formen
Kosmaten stellten keine Menschen, Landschaften oder Gegenstände dar, sondern konsequent nur geometrische Motive.
Dazu gehören Dreiecke, Kreise, Sterne, aber auch Rhomben.

## Zeitraum
Die Handwerksgruppe, welche über vier Generationen von 1150 bis hinein ins 15. Jahrhundert wirkte, setzte sich aus verschiedenen Professionen wie Steinmetzen, Maurern, Bildhauern, Architekten und Malern zusammen. Ihre Namen blieben vielfach unbekannt. Nicht selten signierten sie jedoch ihre Arbeiten und der Vorname „Cosma“ oder „Cosmas“ taucht auffallend immer wieder auf.

## Kosmatenarbeiten in Rom

### Beispiele
Reste „cosmatesker“ Arbeiten finden sich in über zweihundert Gebäuden in Rom, in Lazio und auch an anderen Orten.
Hier einige Beispiele von Kirchen in Rom mit historischen Kosmatenarbeiten:
- Sant’Agata dei Goti
- Sant’Ambrogio della Massima
- Santa Balbina all’Aventino
- San Benedetto in Piscinula
- Santa Cecilia in Trastevere
- San Cesareo in Palatio
- San Clemente al Laterano San Clemente
- Santi Cosma e Damiano
- San Crisogono
- Santa Croce in Gerusalemme
- San Giovanni in Laterano
- San Lorenzo fuori le mura
- Santa Maria Maggiore
- Santa Maria in Aracoeli
- Santa Maria in Cosmedin
- Santa Maria in Via Lata
- Santi Nereo e Achilleo
- Santi Quattro Coronati al Laterano
- Sancta Sanctorum
- San Saba ed Ansano
- Santo Stefano Rotondo

Viele der Fußböden sind heute uneben. Das rührt daher, dass die Steine von unterschiedlicher Härte sich mehr oder weniger stark im Laufe der Jahrhunderte abgerieben haben.

### Bilderauswahl

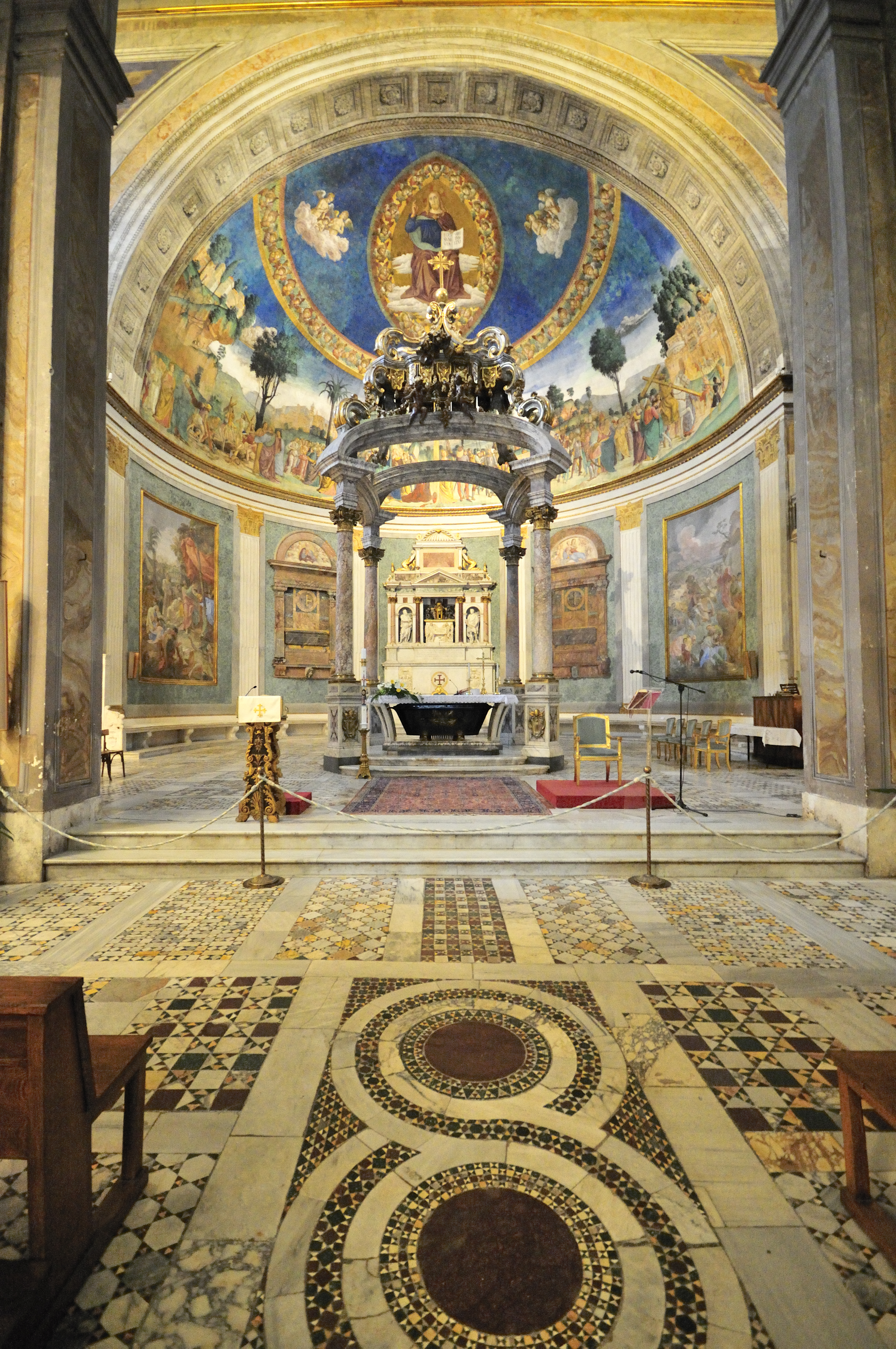
Böden vor dem Altar und der Apsis von Santa Croce in Gerusalemme
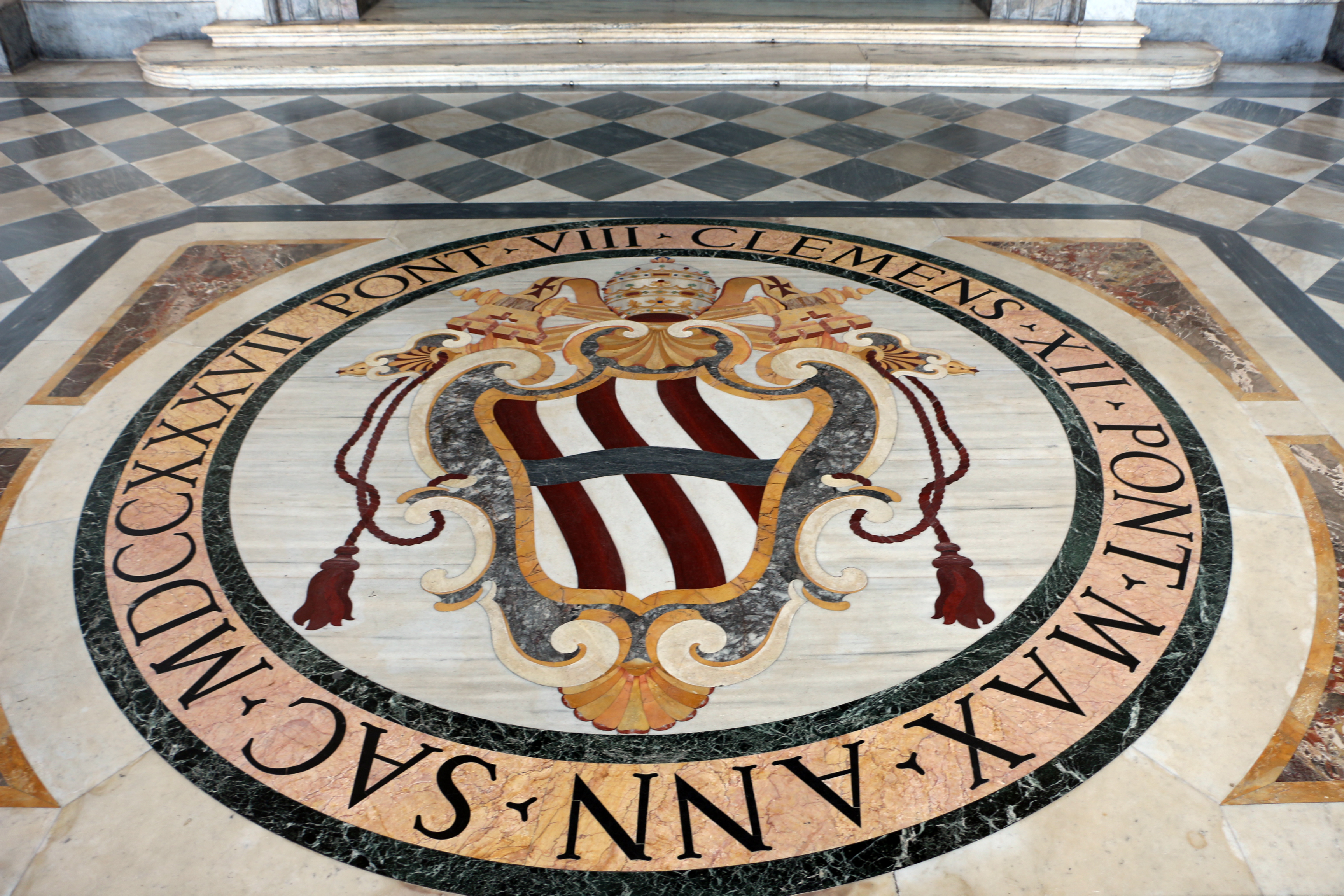
Wappen im Fußboden der Lateranbasilika
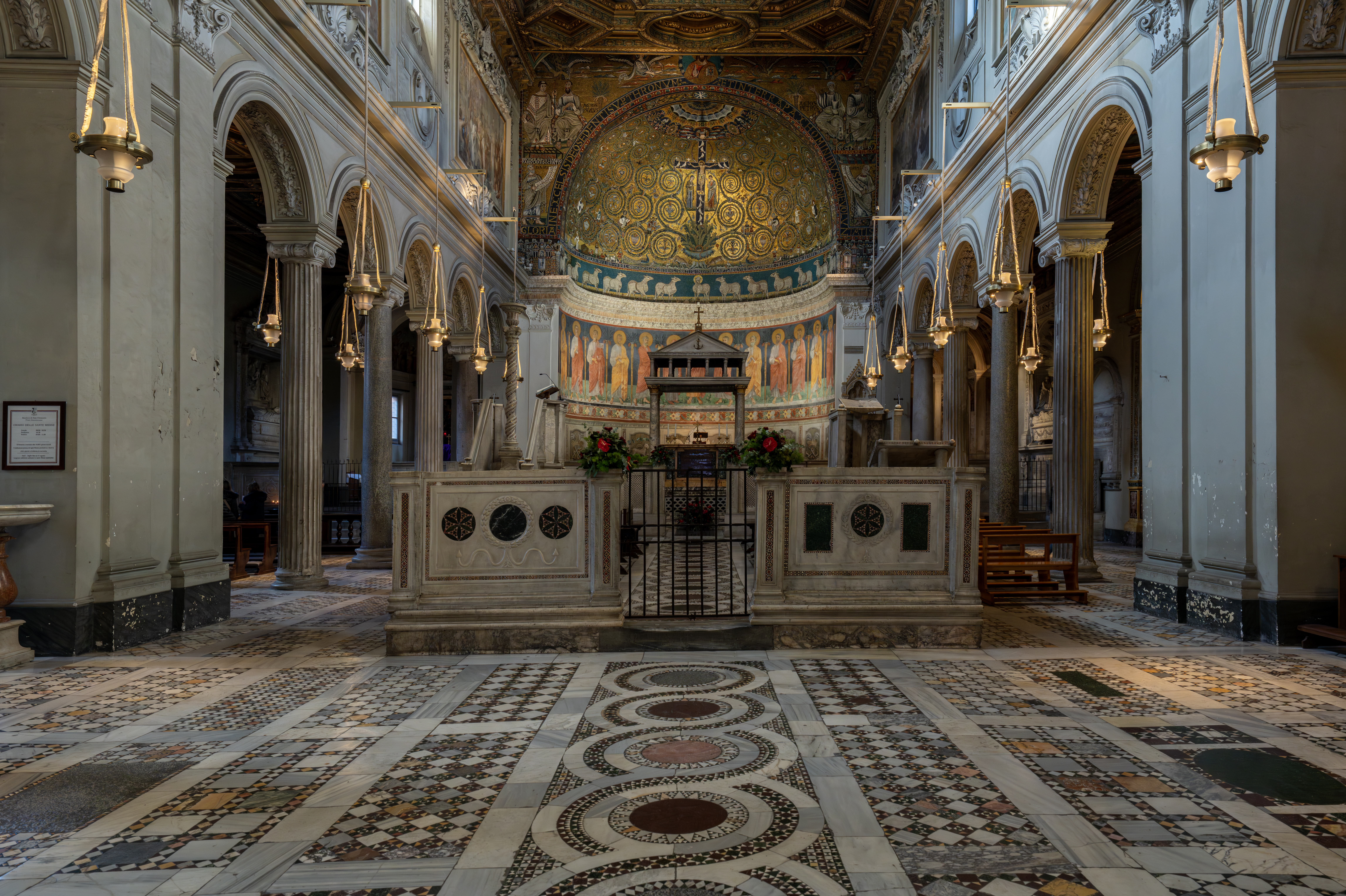
Kosmatenarbeiten in der Basikika San Clemente al Laterano
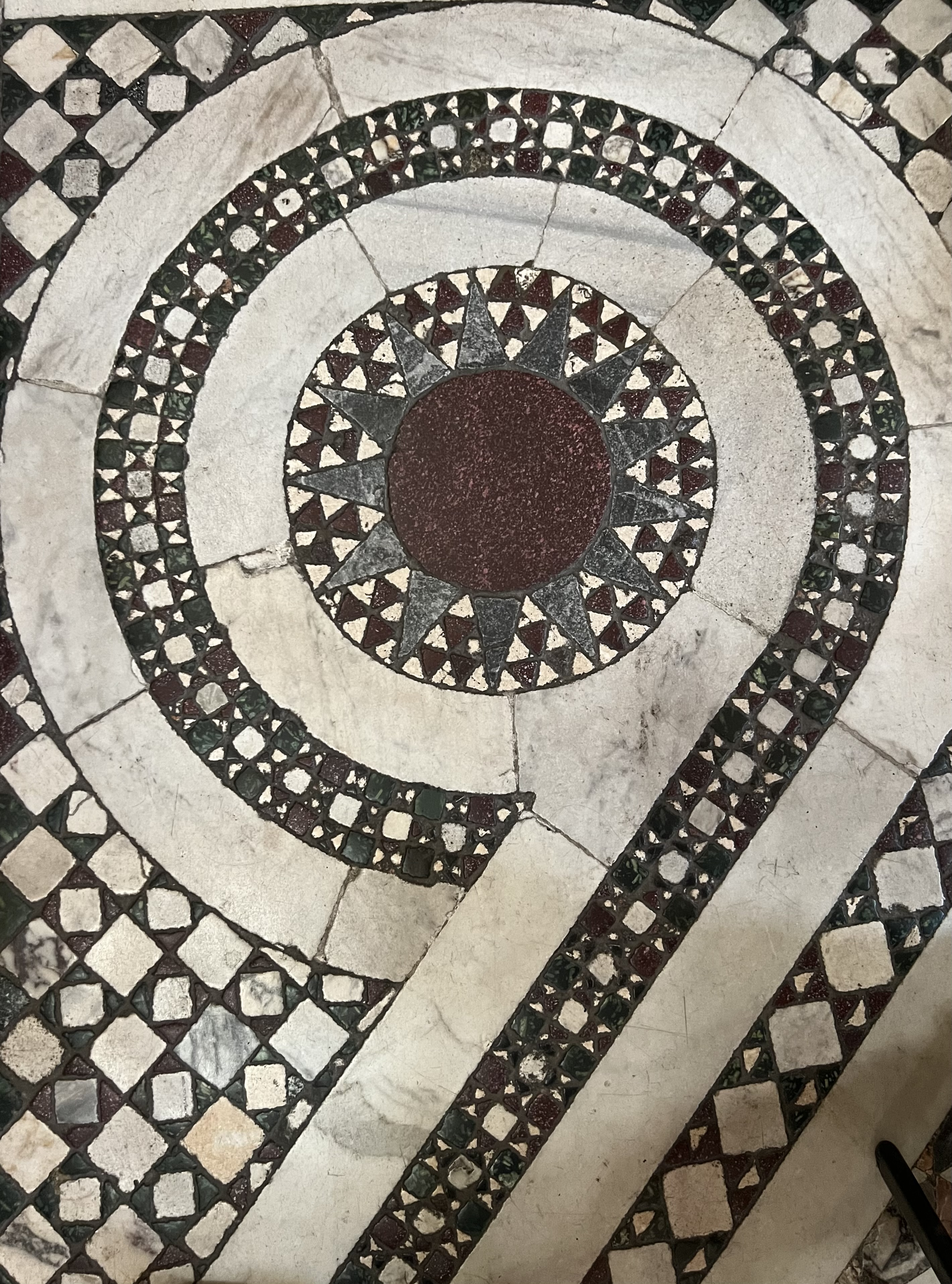
Kosmatenbodenmosaik in der Basilika Santa Maria Maggiore
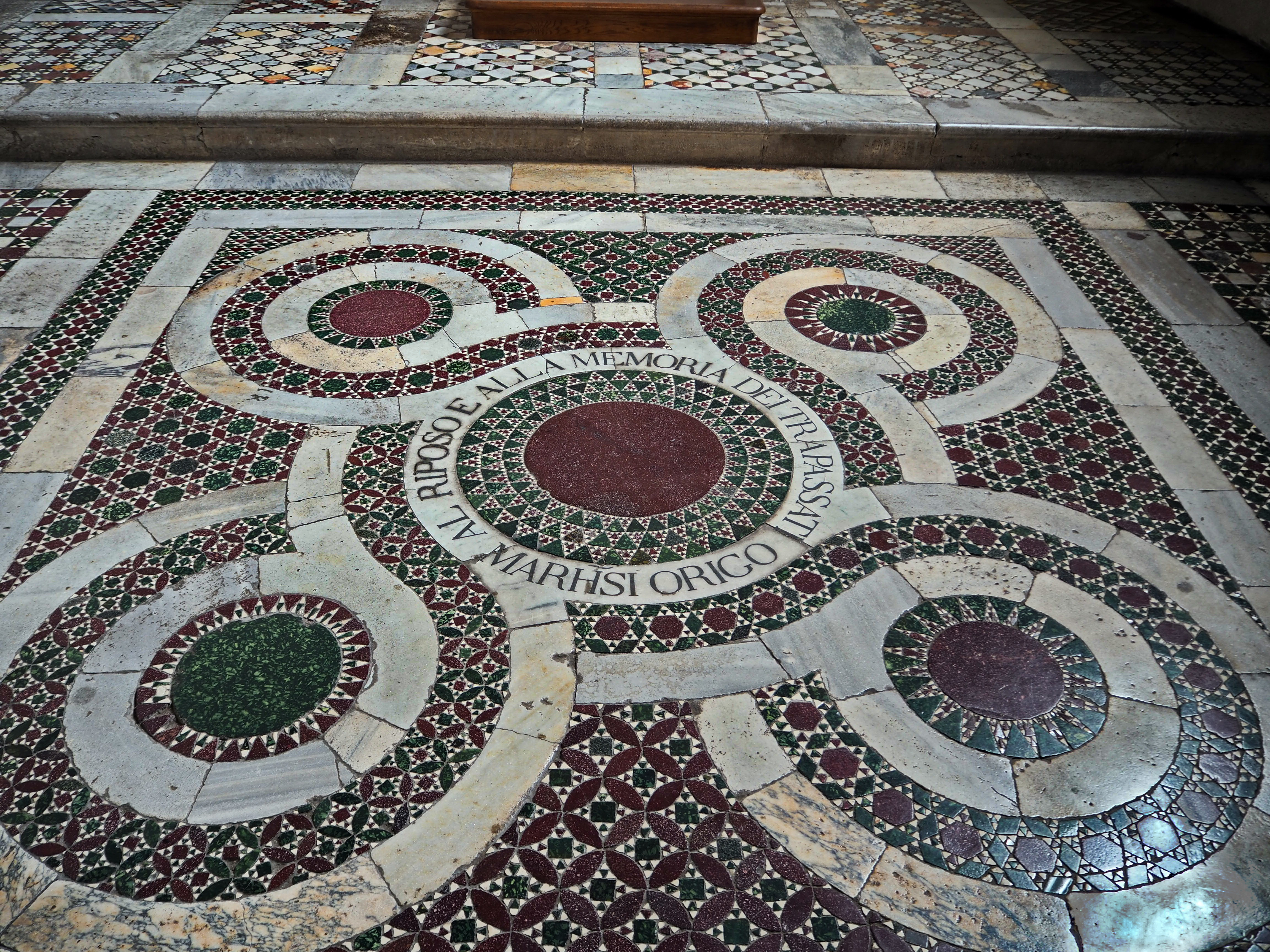
Fußboden in Santa Maria in Aracoeli

## Außerhalb von Rom und Italiens
Die Kosmaten arbeiteten in vereinzelten Fällen auch außerhalb Italiens. So stammen zum Beispiel einige Grabdenkmäler in der Westminster Abbey in London von ihnen.
Auf einer 2024 in der Grabeskirche in Jerusalem aufgefundenen Platte eines im 19. Jahrhundert durch Feuer zerstörten Hochaltars der Kreuzritter fand sich ein weiteres Beispiel von Kosmatenarbeit außerhalb von Rom.

### Westminster Abbey und Canterbury
Weltweit existieren originale Kosmaten-Arbeiten außerhalb von Italien nur in der Westminster Abbey in London und in Canterbury. „Es sind Auftragsarbeiten eines englischen Klerikers und wahrscheinlich die ersten Zeugnisse italienischer Gastarbeitertätigkeit“.

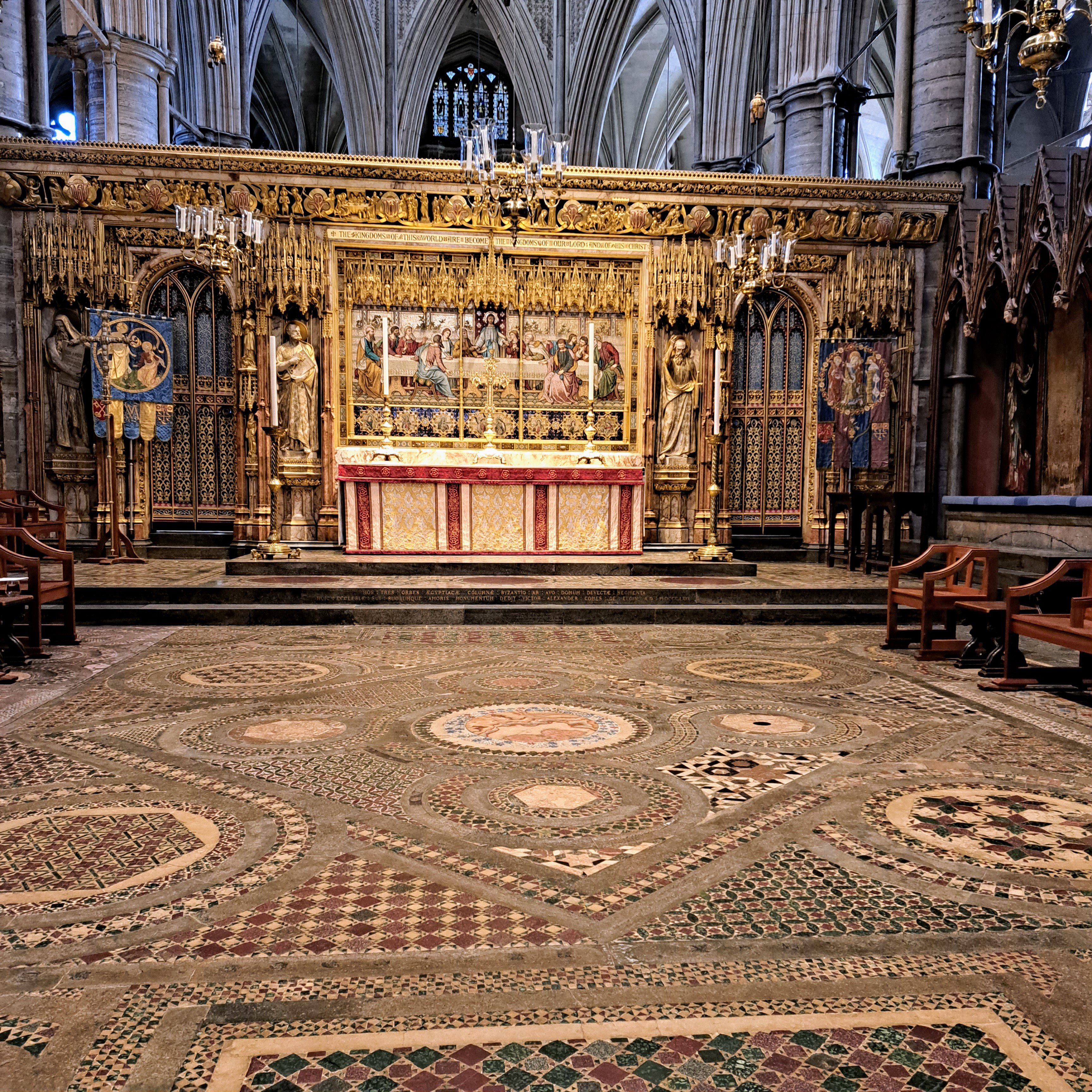
Mosaiken in der Westminster Abbey in London